# Miwako Motoyoshi
Miwako Motoyoshi (Osaka, 21 de dezembro de 1960) é uma ex-nadadora sincronizada japonesa, medalhista olímpica.

## Carreira
Miwako Motoyoshi representou seu país nos Jogos Olímpicos de 1984, ganhando a medalha de bronze no dueto com parceira Saeko Kimura e no solo. 